# Esprit-Aimé Libour
Esprit-Aimé Libour, né le 22 février 1784 à Laval et mort le 30 juillet 1846 à Paris, est un peintre français.

## Biographie
Esprit-Aimé Libour est le fils de Jean Paul Libour, inspecteur du roi des manufactures du département des évêchés de Bretagne, puis inspecteur des manufactures de Dijon et de Marie-Catherine-Uranie Chevalier, tous deux originaires de Chartres et mariés à Saint-Piat en 1781. La famille Libour se réfugie à Paris pendant la Révolution française.
Après des études classiques, Esprit-Aimé Libour se spécialise dans la peinture et entre à l'École nationale supérieure des beaux-arts dans l'atelier de Jean-Baptiste Regnault. Il obtient plusieurs médailles à l'école de l'an XII à 1814. Il obtient ainsi le 8 février 1810 un accessit de l'Académie des Beaux-Arts en compagnie de François Rude — dont il est l'ami intime — au concours Caylus, dont le thème était La Douleur morale. Rude réalisera un buste d'Esprit-Aimé Libour, ainsi que de sa mère.
Élève de Jacques-Louis David, Jean-Baptiste Regnault et Antoine-Jean Gros, il expose au Salon de 1808 à 1844. 
Il est chargé de la restauration d'une partie des tableaux de la galerie de Diane au château des Tuileries en collaboration de Merry-Joseph Blondel et d'Abel de Pujol. Il donne des leçons particulières dans les pensionnats.
L'autoportrait de Libour, daté de 1827, a été offert par sa fille et son gendre au musée de Laval en 1890.

### Famille et descendance
Esprit-Aimé Libour a un frère et trois sœurs :
- Abraham François Libour, graveur, domicilié à Paris au 79, division des gardes françaises, époux d'Eulalie Félicité Victoire Vallet.
- Jeanne Louise Libour, épouse de Louis Paul Abeille, domicilié à Paris au 26, rue Vivienne ;
- Louise Libour, épouse de Jean Baptiste Chauvin, domiciliée à Chartres, place Marceau ;
- Reine Élisabeth Geneviève Libour, domiciliée à Chartres au 8, rue des épars, célibataire, morte à Chartres le 23 septembre 1805[5].

Esprit-Aimé Libour a épousé Adèle-Madeleine Mairet, née à Paris, morte en 1881. 
Il a deux enfants, un fils et une fille : Uranie Alphonsine Colin-Libour (1833-1916), élève de François Rude, François Bonvin et Charles Müller, présente dans le Catalogue de l'Exposition universelle de 1889 pour son tableau La Charité. Son tableau L'Abandonnée a été achetée par le musée de Picardie d'Amiens.

## Œuvres
- Un mamelouck mourant de fatigue dans le désert, Salon de 1806[6].
- Fureur jalouse d'un Arabe, Salon de 1808
- La Mort d'Abel, Salon de 1810
- Vénus sortant des eaux, Salon de 1812
- Philoctète abandonné, Salon de 1822
- Céphale et Procris, Salon de 1827.

Il réalise le portrait du général Lecourbe pour le musée de l'Histoire de France de Versailles, et Jésus-Christ au jardin des Oliviers, commandé par l'État pour la cathédrale de Chartres.
Il a aussi réalisé de nombreux portraits, dont celui de Pierre Dufournel, médecin âgé de 119 ans.[réf. nécessaire]